# O Combate (Juiz de Fora)

A primeira página do número 1 do jornal.

O Combate é um jornal operário brasileiro da cidade mineira de Juiz de Fora, em circulação desde 1952.

## Histórico
O Combate foi fundado em 6 de julho de 1952 por Djalma Medeiros e, ao longo do tempo, sofreu várias perseguições e ameaças; durante o regime militar teve sua sede fechada pelo regime em 1965, voltando mais tarde a circular.